# Jadwinówka (Płoszów)
Jadwinówka – część wsi Płoszów w Polsce, położona w województwie łódzkim, w powiecie radomszczańskim, w gminie Radomsko.

## Historia
Do 1954 należała do gminy Radomsk (Noworadomsk) w powiecie radomszczańskim (1867–1922 pn. noworadomski), początkowo w guberni piotrkowskiej, a od 1919 w woj. łódzkim. Tam 2 listopada 1933 utworzono gromadę o nazwie Jadwinówka w gminie Radomsk, obejmującą kolonię Jadwinówka, osadę i folwark Płoszów, osadę Nowa-Rózia, osadę Guławy i kolonię Kozyrówka.
Podczas II wojny światowej Jadwinówkę włączono do Generalnego Gubernatorstwa (dystrykt radomski, Landkreis Radomsko, gmina Radomsko). W 1943 roku liczba mieszkańców wynosiła 296 mieszkańców. Po wojnie w województwie łódzkim, jako jedna z 16 gromad gminy Radomsko w powiecie radomszczańskim.
W związku z reformą znoszącą gminy jesienią 1954 roku, Jadwinówkę włączono do nowo utworzonej gromady Płoszów, a po jej zniesieniu 31 grudnia 1961 – do nowo utworzonej gromady Radomsko. Tam przetrwała do końca 1972 roku, czyli do kolejnej reformy gminnej.
1 stycznia 1973 weszła w skład reaktywowanej gminy Radomsko w powiecie radomszczańskim w województwie łódzkim. W latach 1975–1986 należała administracyjnie do województwa piotrkowskiego.